# Cylisticus nasutus
Cylisticus nasutus is een pissebed uit de familie Cylisticidae. De wetenschappelijke naam van de soort is voor het eerst geldig gepubliceerd in 1931 door Verhoeff.